# Модель города с несколькими ядрами

Модель города с несколькими ядрами

Модель города с несколькими ядрами (англ. Multiple nuclei model) — экономическая модель города, описанная американскими урбанистами Чонси Харрисом и Эдвардом Ульманом в статье 1945 года «Природа городов» (англ. The Nature of Cities).

## Модель
Модель описывает планировку города на примере Чикаго. По мнению авторов, даже если город начинался с Центрального делового района (ЦДР), на его окраинах развиваются меньшие по размерам ЦДР рядом с привлекательными жилыми районами для сокращения расстояния между местами работы и проживания горожан. Таким образом, помимо ЦДР, формируются другие ядра расселения, отсюда и название — модель множественных ядер. Целью авторов статьи было создание более реалистичной, хотя и более сложной, модели города и при этом отойти от модели концентрических зон и более точно отразить сложную природу городских территорий значительных размеров.
Модель Харриса-Ульмана исходит из следующих предпосылок:
- территория города не равноценна в разных районах;
- существует равномерное распределение ресурсов;
- существует равномерное распределение людей по жилым районам;
- транспортные расходы распределены равномерно[2].

## Причины разработки модели
Харрис и Ульман утверждали в своей статье, что города растут не вокруг одного ядра, но вокруг нескольких отдельных ядер, при этом каждое ядро выступает в качестве точки роста. Их теория была сформирована на основе идеи о том, что люди становятся более мобильными из-за увеличения количества автомобилей. Это позволяет специализироваться локальным городским центрам (например, тяжелая промышленность, бизнес-парки, торговые зоны). Модель подходит для крупных, расширяющихся городов. Количество ядер, вокруг которых развивается город, зависит от ситуативных и исторических факторов. Несколько городских ядер развиваются в силу следующих факторов:
1. Определённые сектора экономики требуют транспортных сооружений, например, портов, железнодорожных станций и т. д., для сокращения транспортных расходов;
2. Различные комбинации видов экономической деятельности, как правило, располагаются отдельно, например, жилые районы и аэропорты, фабрики и парки и т. д.;
3. Другие виды экономической деятельности, наоборот, имеют тенденцию к совместному расположению, например, университеты, книжные магазины и кофейни и т. д.
4. Некоторые объекты необходимо размещать в определённых районах города — например, центральный деловой район требует удобных транспортных систем, а многим промышленным предприятиям нужен мощный источник энергии.

## Влияние множественных ядер на промышленность
По мере развития нескольких городских ядер вокруг них строятся транспортные узлы, такие как аэропорты, которые позволяют создавать отрасли с меньшими транспортными расходами. Эти транспортные узлы могут создавать отрицательные эффекты, такие как шумовое загрязнение и падение цен на близлежащие земельные участки. Отели также строятся около аэропортов, а жилые районы развиваются «клиньями» с тенденцией удорожания по мере удаления от центрального делового района.